# Universidad de Franco Condado
La Universidad de Franco Condado (en francés Université de Franche-Comté) es una universidad francesa, fundada en 1423 en la ciudad de Dole y trasladada en 1691 a la ciudad de Besanzón. Se distribuye en cinco sitios: Besanzón (Doubs), Belfort (Territorio de Belfort), Montbéliard (Doubs), Vesoul (Alto Saona) y Lons-le-Saunier (Jura).
Desde el 1 de abril de 2015, la Universidad de Franco Condado es miembro fundador de la Comunidad de universidades y establecimientos Universidad Borgoña-Franco Condado (COMUE UBFC), cuya sede se encuentra en Besanzón.

## Historia
La Universidad de Franco Condado fue fundada en 1423 en Dole por el duque-conde de Borgoña Felipe III de Borgoña como la universidad de las dos Borgoñas (la ducal, la actual Borgoña y la del condado, la actual Franco Condado) y constaba de tres facultades : teología, derecho canónico y derecho civil, medicina. El 1 de mayo de 1450, el Papa Nicolás V emitió una bula erigiendo la Universidad de Besanzón, pero el Duque de Borgoña y el Emperador rechazaron este proyecto. Después de la muerte del duque de Borgoña Carlos el Temerario, el rey de Francia Luis XI de Francia atacó y luego ocupó el condado de Borgoña y la ciudad de Besanzón. Sin perdonar a los Dolois la humillación que infligieron a su ejército durante el asedio de Dole (1477), Luis XI prohibió la reconstrucción de la ciudad tras el asedio de 1479 y ordenó el traslado de la Universidad de Franco Condado hacia Besanzón en 1481. Luego entregó cartas para el traslado de la universidad de Dole a Poligny en julio de 1483. Tras la muerte del rey en agosto de 1483, la hija de Luis XI, Anne de Beaujeu, que aseguraba la regencia del reino, autorizó la reconstrucción de Dole y la universidad fue trasladada de nuevo allí en 1487. Fue en 1691 cuando Luis XIV decidió trasladar la capital de Franco Condado y la universidad a Besançon, como medida de represalia tras una resistencia demasiado feroz de Dole durante las guerras de anexión de los región y en particular el asedio de Dole en 1636.

## Organización

### Facultades
- Facultad de Ciencias de la salud. La UFR Santé está ubicada cerca del Centro Hospitalario Universitario Regional (CHRU) en Besanzón.[1]
- Facultad de Ciencias del lenguaje, del hombre y de la sociedad. La UFR SLHS (Sciences du Langage, de l'Homme et de la Société) está ubicada en el centro histórico de Besanzón.[2]
- Facultad de Ciencias y Técnicas. La UFR ST (Sciences et Techniques) está ubicada en el Campus de la Bouloie en Besanzón.
- Facultad de Ciencias jurídicas, económicas, políticas y de gestión. La UFR SJEPG (Sciences juridiques, économiques, politiques et de gestion) está ubicada en el Campus de la Bouloie en Besanzón.
- Facultad de Ciencias, Tecnologías y Gestión de la Industria. La UFR STGI (Sciences, Techniques et Gestion de l’Industrie) está ubicada en tres sitios, dos en Belfort y uno en Montbéliard.
- Facultad de Ciencias y técnicas de la actividad física y del deporte. La UFR STAPS (Sciences et techniques des Activités Physiques et Sportives) está ubicada en el Campus de la Bouloie en Besanzón.

### Institutos y escuelas
- Instituto Universitario de Tecnología de Besançon-Vesoul
- Instituto Universitario de Tecnología de Belfort-Montbéliard
- Instituto Superior de Ingenieros de Franco Condado (ISIFC). Genio biomédico.
- Instituto de Preparación para la Administración General (IPAG)
- Instituto Nacional Superior de Magisterio y Educación (INSPE)
- Instituto de Administración de Empresas (IAE)
- Centro de Lingüística Aplicada (CLA)
- Servicio Universitario de Pedagogía para la Formación y Certificación (SUP-FC)

## Alumnado
- Yukiya Amano, diplomático japonés y funcionario público internacional en las Naciones Unidas[3]
- Georges Becker, micólogo y político francés
- Hilaire de Chardonnet,  ingeniero, científico e industrial francés, inventor de la primera fibra textil artificial («seda artificial»)
- Jean-Luc Lagarce, actor, escritor y director de teatro francés
- Claude Lorius, glaciólogo y climatólogo francés
- Jean-Luc Mélenchon, político francés[4]
- Dominique Voynet, política francesa
- Abdoulaye Wade, político senegalés, tercer presidente de Senegal[5]